# Laura Radke
Laura Radke (Herten, 12 juli 1999) is een voetbalspeelster uit Duitsland. Ze speelt als middenvelder of aanvaller voor Borussia Mönchengladbach in de Tweede Bundesliga.

## Clubcarrière
Radke begon met voetballen bij SV Erle 08. Ook kwam ze in haar jeugdjaren uit voor SSV Buer 07/28. Vervolgens stapte ze over naar de jeugdacademie van VfL Bochum. Radke kwam uit voor het B-jeugdteam van de club. In de zomer van 2015 maakte ze een transfer naar SG Essen-Schönebeck, waar ze eveneens uitkwam in het B-jeugdteam. Op 11 december 2016 maakte Radke haar debuut voor de hoofdmacht van SG Essen-Schönebeck in de Bundesliga in een 5-1 uitoverwinning op Bayer 04 Leverkusen door in te vallen voor Nicole Anyomi. Ze maakte haar eerste doelpunt in een uitwedstrijd tegen 1. FC Köln, die met 5-2 werd gewonnen. Voorafgaand aan het seizoen 2018/19 tekende Radke een eenjarig contract bij Bayer 04 Leverkusen.
Radke werd het daaropvolgende seizoen gecontracteerd door MSV Duisburg.  Voor deze club speelde ze drie Bundesligawedstrijden en een bekerwedstrijd. Daarna keerde ze terug bij VfL Bochum, waarvoor ze 24 doelpunten maakte in twee seizoenen in de Regionalliga West.
Radke vond voor het seizoen 2022/23 in 1. FFC Turbine Potsdam haar nieuwe club. Met deze club degradeerde ze naar de tweede Bundesliga. Hierna verliet ze de club. Op het tweede niveau van Duitsland vond ze in Borussia Mönchengladbach haar nieuwe werkgever.

## Statistieken
| Seizoen | Club                     | Land      | Competitie        | Wedstrijden | Doelpunten |
| ------- | ------------------------ | --------- | ----------------- | ----------- | ---------- |
| 2016/17 | VfL Wolfsburg            | Duitsland | Bundesliga        | 4           | 0          |
| 2017/18 | VfL Wolfsburg            | Duitsland | Bundesliga        | 3           | 1          |
| 2018/19 | Bayer 04 Leverkusen      | Duitsland | Bundesliga        | 3           | 0          |
| 2019/20 | MSV Duisburg             | Duitsland | Bundesliga        | 3           | 0          |
| 2022/23 | 1. FFC Turbine Potsdam   | Duitsland | Bundesliga        | 6           | 0          |
| 2023/24 | Borussia Mönchengladbach | Duitsland | Tweede Bundesliga | 8           | 8          |
| 2024/25 | Borussia Mönchengladbach | Duitsland | Tweede Bundesliga | 15          | 2          |
| 2025/26 | Borussia Mönchengladbach | Duitsland | Tweede Bundesliga | 0           | 0          |
| Totaal  | Totaal                   | Totaal    | Totaal            | 44          | 13         |

Laatste update: 20 augustus 2025

## Interlandcarrière
Radke kwam uit voor Duitsland -17. Ze debuteerde op 26 januari 2015 in een wedstrijd tegen de leeftijdsgenoten van Frankrijk door in de 70ste minuut in te vallen voor Anna-Lena Stolze.